# Mistrz Zwedera van Culemborg

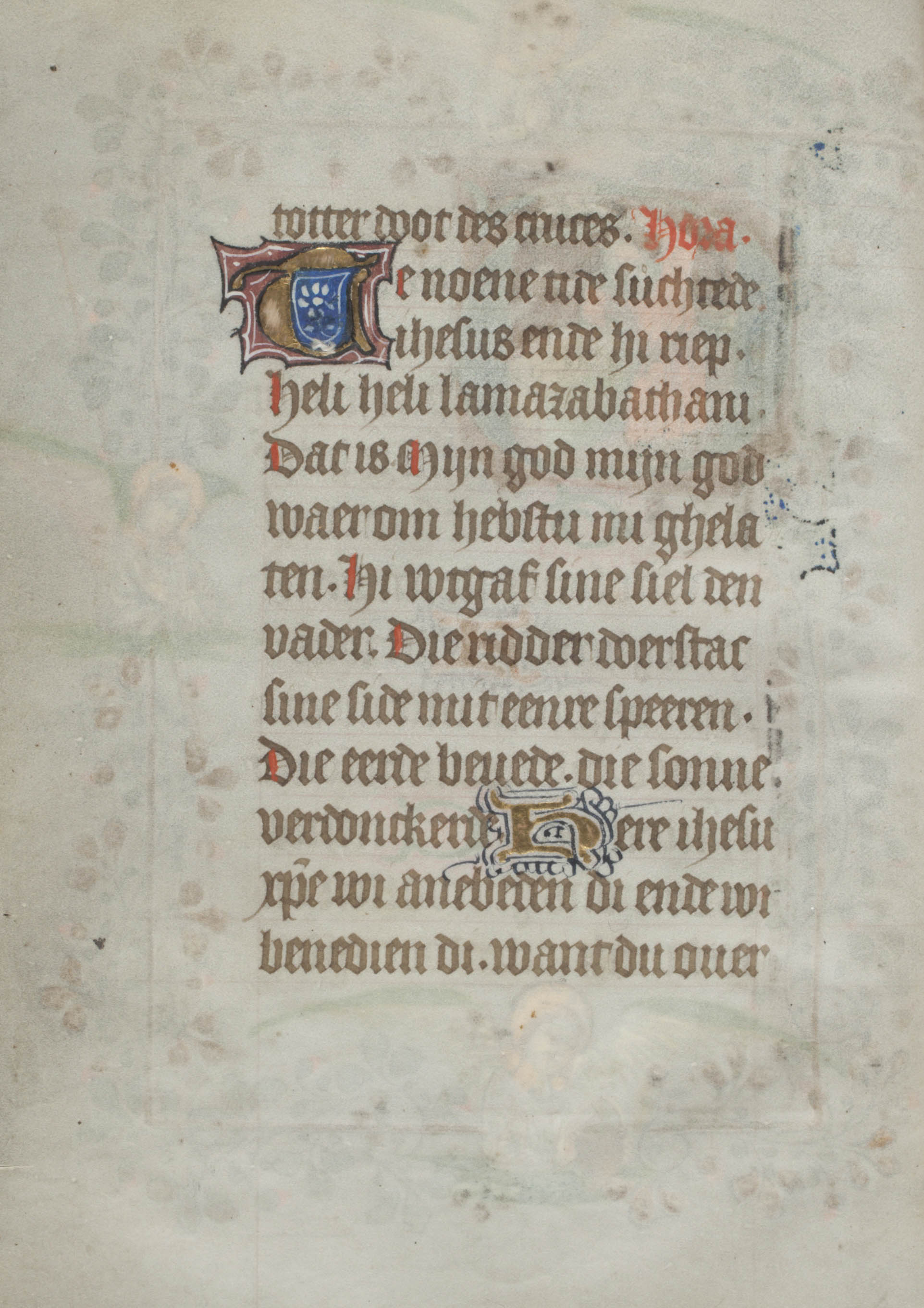
Strona z Godzinek KB 79 K 2 – folio 083v

Mistrz Zwedera van Culemborga, Mistrz Pancracius – północno-niderlandzki malarz – iluminator czynny w Utrechcie w latach 1420-1440. Uważa się go za przedstawiciela późnego stylu miękkiego w miniatorstwie niderlandzkim.
Jego przydomek pochodzi od strony tytułowej mszału na której przedstawił wizerunek biskupa klęczącego przed ukrzyżowanym Chrystusem. Na podstawie herbu widocznego na krawędzi iluminacji postać duchownego zidentyfikowano z biskupem Utrechtu Zwederem van Culemborgiem. Pełnił on funkcje biskupa od 1423 do 1431 roku, kiedy to wyjechał do Bazylei i gdzie zmarł dwa lata później. Mszał powstał wkrótce po nominacji Culemborga, zawierał szesnaście inicjałów z czego trzynaście przypisuje się Mistrzowi.

## Życie i działalność artystyczna

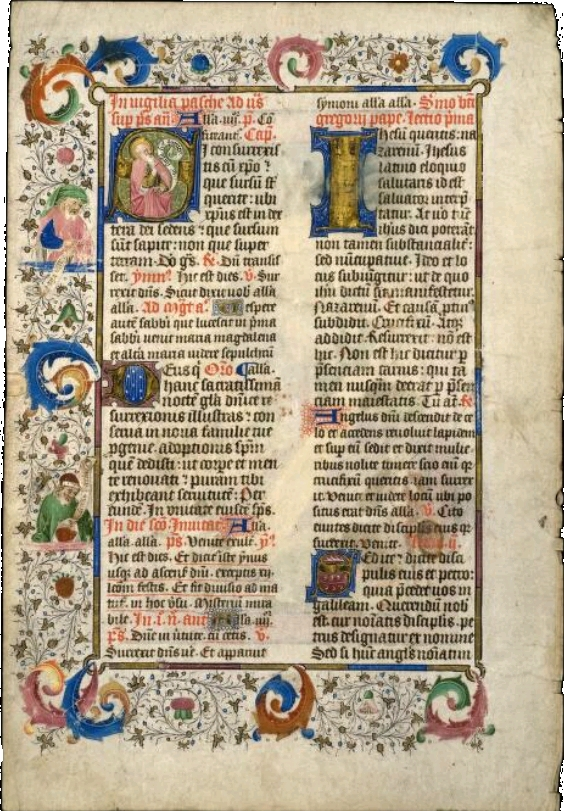
Inicjały na karcie z Brewiarza Egmonda

Prawdopodobnie był uczniem utrechckiego mistrza Ottona van Moerdrecht; około 1415 roku dekorował po nim Modlitewnik Marii ks. Geldrii i Brewiarz Rajnolda IV, księcia Geldrii. Kontynuował i rozwiną styl iluminatorów parysko-burgundkich z początku XV wieku.

Smukłe, płynnie wygięte postacie modelował krótkimi, pewnymi pociągnięciami pędzla, stosował jasne, nasycone światłem kolory:twarzom nadawał zindywidualizowane rysy (np: portret kardynała Huguesa de Lusignana). W bordiurach umieszczał iluzyjne malowane ulistnione wici i motywy cherubinów wśród chmur